# Bomolocha bicoloralis
Bomolocha bicoloralis är en fjärilsart som beskrevs av Ludwig Carl Friedrich Graeser 1888. Bomolocha bicoloralis ingår i släktet Bomolocha och familjen nattflyn. Inga underarter finns listade i Catalogue of Life.